# San José de Guanipa
San José de Guanipa é uma cidade da Venezuela localizada no estado de Anzoátegui. San José de Guanipa é a capital do município de San José de Guanipa.